# Natan Hannower
Natan ben Mojżesz (ben Mosze) Hannower lub Natan Hanowerski (j. hebr.: נתן נטע הנובר) (zm. 14 lipca 1683 w Brodzie na Morawach) – historyk żydowski, kronikarz, talmudysta i kabalista. Według niektórych historyków utożsamiany z Natanem z Krakowa. Do 1648 przebywał na Wołyniu, podczas rebelii kozackiej 1648 mieszkał w Zasławiu, skąd uciekł do Pragi, później był rabinem Jass. W 1653 w Wenecji napisał kronikę "Jawen mecula" (Głębokie bagno), zawierającą bardzo realistyczny opis wojny kozackiej oraz prześladowań Żydów na Ukrainie. Kronika ukazała się w przekładzie polskim we Lwowie w 1912. Powszechnie w historiografii postrzegany jako najbardziej realistyczny i wiarygodny kronikarz. Natan Hannower we wstępie "Jawen Mecula" przeprowadza obliczenia gematryczne. Mają one dowodzić, że tragedie lat 1648/49 (TaCh we-TaT) zostały przewidziane już wcześniej i mogą stanowić preludium nadejścia czasów mesjańskich. Znajduje oparcie w odpowiedniej interpretacji fraz biblijnych. Również w Zoharze w podobny sposób typowano rok 408 (czyli 1648), równowartość słowa "zot" (ten), które pojawia się w Biblii w zdaniu "w roku TYM, jubileuszowym wszyscy powrócą do swej własności" (przepis odnośnie do roku jubileuszowego w księdze Wyjścia). Sam tytuł "Jawen Mecula" oznacza Bagno Głębokie, również nawiązanie do biblijnego "Tawaati ba-jewen mecula" (Tonę w bagnie głębokim). Zawiera jednocześnie grę słów, gdyż pierwsze słowo może być odczytywane zarówno jako Jawen (bagno), jak i Jawan (Grek), jak Hanower nazywa prawosławnych, czyli ogólnie Kozaków, czy Ukraińców. Chmielnicki jest nazywany z kolei Chmiel, co służy potraktowaniu jego nazwiska jako akronimu wyrażenia "Chawlej Masziach Jawo Leolam" (Bóle-porodowe Mesjasza nadejdą na świat). Jest to ewidentna aluzja, już na wstępie kroniki Hannowera, do mesjańskich przewidywań. Autor "Szaare Cijon" (Bramy Syjonu), zbioru modlitw, kabalistycznych ceremonii żydowskich wydanego w Pradze w 1662 oraz autor Słownika hebrajsko-niemiecko-włosko-polskiego wydanego w Amsterdamie w 1701.

## Wydania kroniki w przekładzie polskim
- Jawein Mecula, t.j. Bagno głębokie. Kronika zdarzeń z lat 1648–1652 napisana przez Natana Hannowera z Zasławia i wydana po raz pierwszy w Wenecyi w r. 1653, tłum. Majer Bałaban, Lwów 1912 (całość)
- Opis buntów ukraińskich, tłum. Abraham Stern, „Pamiętnik Warszawski”, 6/3 (1823), s. 213–229 i 6/4 (1823), s. 327–351 (wyjątki dotyczące powstania Chmielnickiego)